# Mónica Molina
Mónica Molina Tejedor (Madrid, 24 de enero de 1968) es una cantante melódica y actriz española perteneciente a una conocida saga de artistas. Comparte su labor musical con su hermano menor, Noel Molina, autor de gran parte de su repertorio y coproductor de sus trabajos.

## Trayectoria artística
Séptima de los ocho hijos del cantante y actor Antonio Molina, sigue inicialmente el camino de sus hermanos Ángela, Paula y Miguel -como su sobrina Olivia Molina-, dedicándose a la interpretación durante algo más de una década. Llegó al cine de la mano de Manuel Gutiérrez Aragón y Fernando Fernán Gómez, realizando pequeños papeles en sus respectivas películas La mitad del cielo y El viaje a ninguna parte (1986). Posteriormente, trabaja a las órdenes de Julio Médem e intervino en Belmonte y Así en el cielo como en la tierra. En 1998 protagonizó junto a su hermana Ángela la comedia televisiva Hermanas, tras la cual decide aparcar su faceta de actriz.
Centrada ya en su vocación musical, Mónica publicó su primer álbum en 1999, creando un estilo personal y elegante de marcado carácter mediterráneo. Con Tu despedida obtiene un Disco de Oro y realiza una gira de conciertos que desemboca en Giraluna, un espectáculo compartido con Luis Eduardo Aute y José Mercé. 
En 2001 presentó Vuela, exitoso Disco de Platino que fue candidato al Grammy Latino como mejor trabajo discográfico de interpretación femenina y a los Premios de la Música Española como artista revelación. Incluye la canción Pequeño fado, firmada por Andrés Aberasturi. Destacó también la repercusión en Turquía de este segundo trabajo, que alcanza el número uno en las listas de ventas, y su participación en distintos eventos y festivales musicales como el Internacional de Jazz en Estambul.
En 2003 publicó su tercer disco, De cal y arena, mientras realiza colaboraciones con otros artistas, entre ellas el disco homenaje a Luis Eduardo Aute (¡Mira que eres canalla, Aute!). Además, interpreta las melodías principales de la serie de TVE Amar en tiempos revueltos, compuestas por su hermano e incluida una de ellas en su cuarto álbum, A vida (2006). Desde noviembre de 2008 y durante veinticinco capítulos, encarnó el papel de una afamada cantante en la cuarta temporada de Amar en tiempos revueltos, permitiéndole conjugar ambas facetas artísticas.
Su primer recopilatorio, con algún tema nuevo y actuaciones en directo, aparece en 2007 con el nombre de Autorretrato. El 16 de noviembre de ese año realiza un concierto conjunto con Pasión Vega en el Palacio de los Deportes de Santander, de título Pasión con Mónica, en el que las dos cantantes interpretan temas de sus últimos álbumes.
Mónica Molina dedicó la canción Nana para Candela a su única hija, nacida de su relación con el actor José Coronado. Además de Noel Molina, ha contado para sus trabajos con la asidua colaboración del productor y compositor Paco Ortega.
En 2012 publicó el álbum Mar blanca, en el que interpreta algunas canciones que hizo famosas su padre, Antonio Molina. En 2016 sale el disco en directo En clave de noche (en directo).
Posteriormente ha publicado digitalmente algunos temas en formato single: Llévame (2017), Mi fortuna (2023) o De mi esperanza (2023).

## Discografía
- Tu despedida (1999).
- Vuela (2001).
- De cal y arena (2003).
- A vida (2006).
- Autorretrato (2007).
- Mar blanca (en memoria de Antonio Molina) (2012).
- En clave de noche (en directo) (2016).

## Colaboraciones en discos
- ¡Mira que eres canalla, Aute! (2000).
- Y todo es vanidad: Homenaje a Javier Krahe (2004).
- Newwoman: 30 tracks for a new woman (2006).
- Amar en tiempos revueltos (2006).
- Guantanamera. Un tributo a Cuba (2007).
- Tiramisú de limón (videoclip). Vinagre y Rosas, de Joaquín Sabina (2009).
- En clave de noche (en directo). Tema: Locamente. Juan Valderrama (2006).

## Series de televisión
- Compañeros,(2000).
- Amar en tiempos revueltos, de Joan Noguera (cantante, 2005-2009); (actriz, 2008-2009).
- Papá, de Pepe Navarro (2001).
- Hermanas, de Enric Banqué (1998).

## Obras de teatro
- La importancia de llamarse Ernesto, de Oscar Wilde (1995).

## Filmografía
- Así en el cielo como en la tierra, de José Luis Cuerda (1995).
- Belmonte, de Juan Sebastián Bollaín (1995).
- El baile de las ánimas, de Pedro Carvajal (1994).
- La ardilla roja, de Julio Médem (1993).
- Luz negra, de Xavier Bermúdez (1992).
- Demasiado corazón, de Eduardo Campoy (1992).
- Amor en off, de Koldo Izaguirre (1992).
- Martes de Carnaval, de Fernando Bauluz y Pedro Carvajal (1991).
- Sedem jednou ranou, de Dušan Trančík (1988).
- Material urbano, de Jordi Bayona (1987).
- El viaje a ninguna parte, de Fernando Fernán Gómez (1986).
- La mitad del cielo, de Manuel Gutiérrez Aragón (1986).